# Europamesterskab (brassband)
Europamesterskab i brassband (EBBC) er en musikkonkurrence, som hvert år arrangeres af den europæiske brassbandorganisation (EBBA) for europæiske brassbands. Regerende europamester er Black Dyke Band fra England.

## Historie
Det første mesterskav gik af stabelen i Royal Albert Hall søndag den 8. oktober 1978 og blev vundet af Black Dyke Mills Band. Frem til og med 1982 blev konkurrencen afholdt om efteråret samme sted, men fra 1983 er konkurrencen blevet arrangeret i foråret i en række forskellige lande. Eikanger-Bjørsvik Musikklag blev i 1988 det første ikke-britiske orkester, som vandt konkurrencen.
I 1994 delte man mesterskabet ind i to sektioner; en A-sektion bestående af elitebrassbands, som konkurrerer om mesterskabstitlen, og en B-sektion for brassband fra europæiske lande, som ikke er tilsluttet EBBA, for brassbands fra lande, som har mangelfuld brassbandtradition, eller for andre udvalgte brassbands fra værtskabslandet.
I 1998-2000 blev der indført tre nye konkurrencer i mesterskabet; en komponistkonkurrence (1998), en solistkonkurrence (1999) og en dirigentkonkurrence (2000) – i tillæg til den sædvanlige A- og B-sektion. Hver af disse tre nye konkurrencer er henholdsvis blevet arrangeret efter rullering omtrent hvert tredje år i mesterskabet.

### A-sektionen
| EM nr. | Finaledato      | Værtsland  | Sted                             | Europamester                    | Vindernation | Dirigent         | Pligtnummer (komponist)                                            |
| ------ | --------------- | ---------- | -------------------------------- | ------------------------------- | ------------ | ---------------- | ------------------------------------------------------------------ |
| 01     | 8. oktober 1978 | England    | Royal Albert Hall, London        | Black Dyke Mills Band           | England      | Peter Parkes     | Introduction, Elegy and Caprice (Morley Calvert)                   |
| 02     | 7. oktober 1979 | England    | Royal Albert Hall, London        | Black Dyke Mills Band           | England      | Peter Parkes     | Symphonic Music (Paul Huber)                                       |
| 03     | 5. oktober 1980 | England    | Royal Albert Hall, London        | Cory Band                       | Wales        | Denzil Stephens  | The Land of the Long White Cloud (Philip Sparke)                   |
| 04     | 4. oktober 1981 | England    | Royal Albert Hall, London        | Brighouse & Rastrick Band       | England      | James Scott      | Caliban (Arthur Butterworth)                                       |
| 05     | 3. oktober 1982 | England    | Royal Albert Hall, London        | Black Dyke Mills Band           | England      | Peter Parkes     | Journey Into Freedom (Eric Ball)                                   |
| 06     | 28. maj 1983    | Holland    | Rodahal, Kerkrade                | Black Dyke Mills Band           | England      | Peter Parkes     | Ciacona Seria (Henk Badings)                                       |
| 07     | 6. maj 1984     | Skotland   | Usher Hall, Edinburgh            | Black Dyke Mills Band           | England      | Peter Parkes     | Refrains and Cadenzas (Thomas Wilson)                              |
| 08     | 5. maj 1985     | Danmark    | Koncertsalen i Tivoli, København | Black Dyke Mills Band           | England      | Peter Parkes     | Royal Parks (George Lloyd)                                         |
| 09     | 3. maj 1986     | Wales      | St. David's Hall, Cardiff        | Desford Colliery Dowty          | England      | Howard Snell     | The Year of the Dragon (Philip Sparke)                             |
| 10     | 2. maj 1987     | England    | Royal Concert Hall, Nottingham   | Black Dyke Mills Band           | England      | Peter Parkes     | Frontier (Michael Ball)                                            |
| 11     | 30. april 1988  | Schweiz    | Kunst- und Kongresshaus, Luzern  | Eikanger-Bjørsvik Musikklag     | Norge        | Howard Snell     | Connotations (Edward Gregson)                                      |
| 12     | 29. april 1989  | Norge      | Grieghallen, Bergen              | Eikanger-Bjørsvik Musikklag     | Norge        | Howard Snell     | Trittico (James Curnow)                                            |
| 13     | 5. maj 1990     | Skotland   | Falkirk Town Hall, Falkirk       | Black Dyke Mills Band           | England      | David King       | The Essence of Time (Peter Graham)                                 |
| 14     | 27. april 1991  | Holland    | De Doelen, Rotterdam             | Black Dyke Mills Band           | England      | David King       | A London Overture (Philip Sparke)                                  |
| 15     | 2. maj 1992     | Wales      | St. David's Hall, Cardiff        | Britannia Building Society Band | England      | Howard Snell     | Five Blooms in a Welsh Garden (Gareth Wood)                        |
| 16     | 1. maj 1993     | England    | Pavilion Theatre, Plymouth       | Brass Band Willebroek           | Belgien      | Frans Violet     | Sounds (John Golland)                                              |
| 17     | 7. maj 1994     | Schweiz    | Stravinski Centre, Montreux      | Williams Fairey Band            | England      | Peter Parkes     | Le Chant de l'Alpe (Jean Balissat)                                 |
| 18     | 29. april 1995  | Luxemburg  | Municipal Theatre, Luxemburg     | Black Dyke Mills Band           | England      | James Watson     | Red Earth (Roland Wiltgen)                                         |
| 19     | 4. maj 1996     | Norge      | Grieghallen, Bergen              | Yorkshire Building Society Band | England      | David King       | Seid (Torstein Aagaard-Nilsen)                                     |
| 20     | 3. maj 1997     | England    | Barbican Centre, London          | Yorkshire Building Society Band | England      | David King       | Salamander (John McCabe)                                           |
| 21     | 2. maj 1998     | Holland    | Rodahal, Kerkrade                | Brighouse & Rastrick Band       | England      | Allan Withington | Burlesque for Brass Band (Rob Goorhuis)                            |
| 22     | 24. april 1999  | Tyskland   | Philharmonic Hall, München       | Yorkshire Building Society Band | England      | David King       | Odyssey (Kevin Norbury)                                            |
| 23     | 29. april 2000  | England    | Symphony Hall, Birmingham        | Yorkshire Building Society Band | England      | David King       | Tallis Varations (Philip Sparke)                                   |
| 24     | 5. maj 2001     | Schweiz    | Stravinski Hall, Montreux        | Yorkshire Building Society Band | England      | David King       | Montreux Wind Dances (Carl Rütti)                                  |
| 25     | 4. maj 2002     | Belgien    | Palais des Beaux-Arts, Brussel   | Yorkshire Building Society Band | England      | David King       | Chain (Piet Swerts)                                                |
| 26     | 3. maj 2003     | Norge      | Grieghallen, Bergen              | Yorkshire Building Society Band | England      | David King       | Aubade - Dawn Song of the Fabulous Birds (Torstein Aagaard-Nilsen) |
| 27     | 4. maj 2004     | Skotland   | Royal Concert Hall, Glasgow      | Yorkshire Building Society Band | England      | David King       | St. Magnus (Kenneth Downie)                                        |
| 28     | 30. april 2005  | Holland    | Martiniplaza, Groningen          | Black Dyke Band                 | England      | Nick Childs      | Extreme Make-Over (Johan de Meij)                                  |
| 29     | 29. april 2006  | Nordirland | Waterfront Hall, Belfast         | Brass Band Willebroek           | Belgien      | Frans Violet     | Seascapes With High Cliffs (Ian Wilson)                            |
| 30     | 5. maj 2007     | England    | Symphony Hall, Birmingham        | Brass Band Willebroek           | Belgien      | Frans Violet     | Elgar Variations (Martin Ellerby)                                  |
| 31     | 3. maj 2008     | Norge      | Stavanger konserthus, Stavanger  | Cory Band                       | Wales        | Robert Childs    | Brass Blot (Håkon Berge)                                           |
| 32     | 2. maj 2009     | Belgien    | Kursall Concert Hall, Oostende   | Cory Band                       | Wales        | Robert Childs    | From Ancient Times (Jan Van der Roost)                             |
| 33     | 1. maj 2010     | Østrig     | Brucknerhaus, Linz               | Cory Band                       | Wales        | Robert Childs    | Spiriti (Thomas Doss)                                              |
| 34     | 30. april 2011  | Schweiz    | Stravinski Hall, Montreux        | Manger Musikklag                | Norge        | Peter Szilvay    | Audivi Media Nocte (Oliver Waespi)                                 |
| 35     | 5. maj 2012     | Holland    | De Doelen, Rotterdam             | Black Dyke Band                 | England      | Nick Childs      | Vita Aeterna Variations (Alexander Comitas)                        |
| 36     | 4. maj 2013     | Norge      | Oslo Konserthus, Oslo            | Cory Band                       | Wales        | Philip Harper    | Myth Forest - Hestefallstjønn (Stig Nordhagen)                     |
| 37     | 2014            | Skotland   | Perth                            |                                 |              |                  | (Rory Boyle)                                                       |

### Vindere af B-sektionen
- 1994 Fröschl Hall , dir. Hannes Buchegger
- 1995 Brass Band Oberschwaben-Allgäu , dir. Gerd Kurat
- 1996 Brass Band Normandie , dir. Philippe Gervais
- 1997 Fröschl Hall , dir. Hannes Buchegger
- 1998 Fröschl Hall , dir. Hannes Buchegger
- 1999 Fröschl Hall , dir. Hannes Buchegger
- 2000 Brass Band Normandie , dir. Philippe Gervais
- 2001 Brass Band Euphonia , dir. Adrian Schneider
- 2002 L'Ensemble de Cuivre Nord - Pas de Calais , dir. Philippe Lorthios
- 2003 Brøttum brass , dir. Erling Johan Myrseth
- 2004 Torshavn Brass Band , dir. Ove Olsen
- 2005 Brass Band Oberosterreich , dir. Hannes Buchegger
- 2006 Brass Band Oberosterreich , dir. Hannes Buchegger
- 2007 Brass Band Frener-Reifer Pfeffersberg , dir. Bernard Reifer
- 2008 Brass Band Frener-Reifer Pfeffersberg , dir. Bernard Reifer
- 2009 3ba-brass , dir. Franz Matysiak
- 2010 Austrian Brass Band , dir. Uwe Koeller
- 2011 Ensemble de Cuivres Euphonia , dir. Michael Bach
- 2012 Austria Brass Band of the University of Music and Performing Arts Graz, , dir. Uwe Koeller

### Vindere af komponistkonkurrencen
- 1998 Bertrand Moren
- 2002 Simon Dobson
- 2006 Kevin Houben
- 2009 Bertrand Moren
- 2012 Paul McGhee

### Vindere af solistkonkurrencen
- 1999 Thomas Rüedi (euphonium)
- 2001 Hannes Hölzl (trombone)
- 2004 Raf Van Looveren (kornett)
- 2007 Lin Chin-Cheng (marimba)
- 2010 Glenn Van Looy (euphonium)

### Vindere af dirigentkonkurrencen
- 2000 Jose-Raphael Pascual
- 2003 Jesper Juul Sørensen
- 2005 Christian Radner
- 2008 Mathias Wehr
- 2011 Erik Van der Kolk
- 2013 Kalle Kuusava

## Kvalificering
Normalt er det de regerende mestre og orkestre, som bliver nomineret af de forskellige nationale forbund, som inviteres med i brassbandkonkurrencen; oftest er det da de forskellige vindere af de nationale mesterskab, som ender op som deltagere i europamesterskabet. Dansk Amatør-Orkesterforbund har tradition for at nominere vinderen af DM som dansk deltager.
I de forskellige individuelle konkurrencer (solistkonkurrence etc.) må hver enkelt deltager søge om at deltage.

## Bedømmelse
I brassbandkonkurrencen spiller hvert korps et såkalt pligtnummer og et selvvagt musikstykke i to forskellige afdelinger. Fremførelserne vurderes af en eller flere lukkede juryer bestående af dommere med musikfaglig baggrund.
De forskellige individuelle konkurrencer bedømmes også af forskellige dommerjuryer.